# 左右 (电影)
《左右》是中国第六代导演王小帅在2007年拍摄的电影，由刘威葳、张嘉译、余男与成泰燊等人主演。该片在2008年获第58届柏林电影节「最佳劇本銀熊獎」。

## 演員名單
- 刘威葳飾枚竹
- 张嘉译飾肖路
- 成泰燊飾老谢
- 余男飾董帆
- 张楚倩飾禾禾